# Халеб (мухафаза)
Халеб е една от 14-те мухафази (области) на Сирия. Населението ѝ е 4 868 000 жители (по приблизителна оценка от декември 2011 г.). Намира се в часова зона UTC+2. Разделена е на 10 минтаки (околии). Основен език е арабският.